# Slaget vid Wenden (1601)
Slaget vid Wenden (även känt som slaget vid Kieś) var ett fältslag som ägde rum den 7 januari 1601 vid staden Wenden, under det Andra polska kriget (1600-1629). De polsk-litauiska trupperna stod under befäl av Jürgen von Farensbach och Maciej Debinski, medan svenskarna stod under Hans Bengtsson. Denna strid är den första som den svenska armén möter de bevingade husarerna, och striden slutade med att de svenska trupperna närmast förintades av de polska ryttarna.